# L'origine del mondo
L'origine del mondo (L'Origine du monde) è un dipinto a olio su tela (46x55 cm) di Gustave Courbet, realizzato nel 1866 e conservato nel Museo d'Orsay di Parigi.

## Descrizione

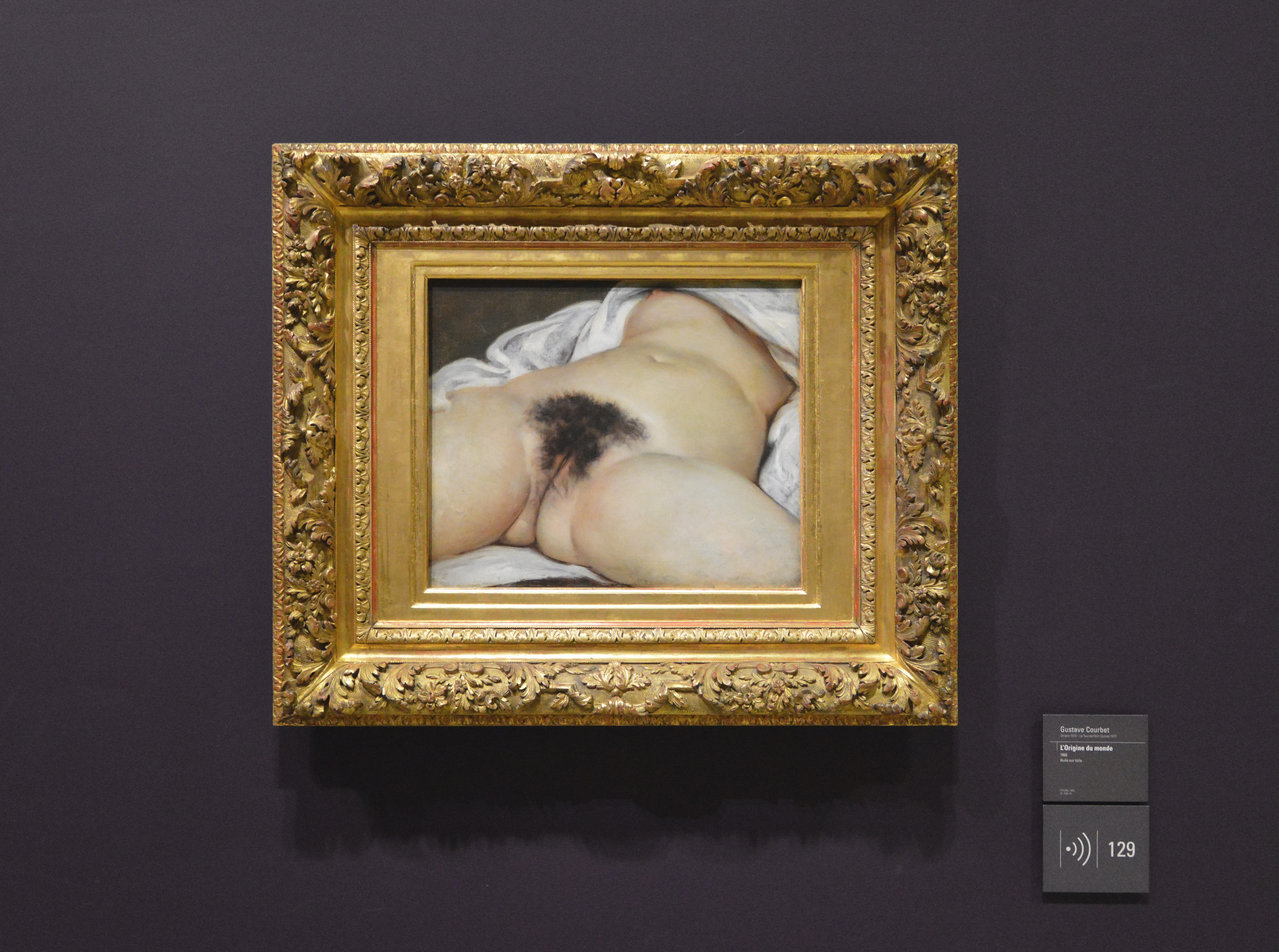
L'origine del mondo esposto al Museo d'Orsay di Parigi

L'origine del mondo raffigura, con immediatezza quasi fotografica, un primo piano di una vulva femminile coronata da riccioli di peli pubici lunghi e neri. Il corpo della donna, adagiato lascivamente su un letto e parzialmente ricoperto da un lenzuolo bianco, è visibile solo dalle cosce (che, divaricandosi delicatamente, consentono la visione delle piccole labbra della vulva) al seno; l'inquadratura adottata da Courbet, infatti, omette il viso della modella, tagliato dai margini superiori del dipinto.
I nudi femminili sono stati rivisitati numerose volte nella produzione grafica di Courbet, che già li ritrasse in opere dal sapore spiccatamente libertino; questa costante iconografica ritorna ne L'origine del mondo con un'audacia e un realismo tali da conferire alla tela una forte carica seduttiva. L'erotismo del dipinto, tuttavia, non sfocia nella pornografia, grazie alla grande abilità tecnica di Courbet e all'adozione di una sofisticata gamma di tonalità ambrate. Courbet, mostrandosi assai sensibile alla languida bellezza delle donne di Correggio, Tiziano e Paolo Veronese, rivisita in questo modo la rappresentazione pubica con uno sconvolgente realismo; la vulva femminile, infatti, viene presentata nella sua cruda realtà oggettuale, in maniera sincera e diretta, con una notevole presa di distanze dai convenzionalismi accademici. Il dipinto, oltre ai vari riferimenti di stampo rinascimentale, è stato messo in relazione anche alle fotografie erotiche realizzate attorno al 1860 da Auguste Belloc, dalle quali Courbet potrebbe aver tratto ispirazione.
Nel suo realismo e nella sua semplicità iconica, inoltre, L'origine del mondo diffonde un messaggio allegorico assai pregnante, avallato dal titolo stesso dell'opera. Il dipinto, infatti, intende essere un inno alla potenza vivificatrice dell'eros e alla relazione che intercorre tra la fecondità, la vita, la sessualità, e la gioia di vivere.

## Storia

### Identità della modella

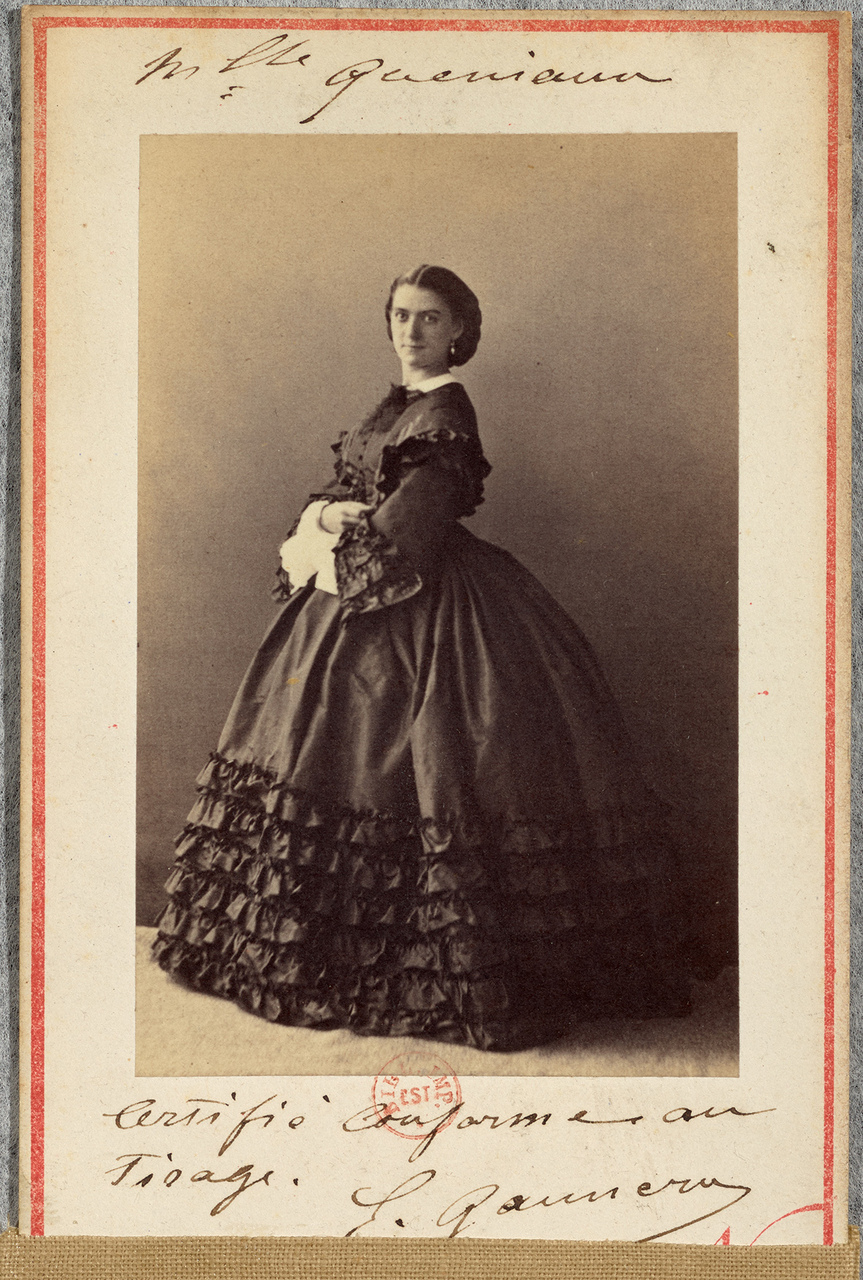
Constance Quéniaux in una fotografia di Nadar del 1861

Il ricercatore francese Claude Schopp ha rivelato nel suo libro L'Origine du monde: Vie du modèle, come la discussa modella per l'opera sia stata con molta probabilità Constance Quéniaux, un'ex ballerina dell'Opéra e all'epoca maitresse del diplomatico e viveur ottomano Halil Şerif Pascià. La «scoperta» avvenne quasi per caso: l'autore infatti era intento a studiare la corrispondenza tra Alexandre Dumas figlio e George Sand e in una lettera del giugno 1871 il giovane Dumas scriveva: «On ne peint pas de son pinceau le plus délicat et le plus sonore l'intérieur de Mlle Quéniaux de l'Opéra» ("Non può dipingersi con pennello più delicato e noto l'"intimità" di mademoiselle Quéniaux, ballerina dell'Opéra").
Precedentemente, la congettura più accreditata era che la modella del quadro fosse stata Joanna Hiffernan, soprannominata "Jo l'Irlandese":, la moglie - allora ventiquattrenne - del pittore americano James McNeill Whistler, il quale non la ritrasse però mai nuda nella sua conturbante sensualità, preferendo esaltarne la folta chioma rossa e la bellezza eterea. Lo stesso Whistler, scrivendo ad un collega, esaltava la bellezza dei capelli della moglie: «Sono i capelli più belli che tu abbia mai potuto vedere! Non un rosso dorato ma ramato, come tutto ciò che sognavamo a Vénitienne».
Se, da un lato, quest'ipotesi sembrava collimare con le vicende coniugali di James e la moglie (dopo il 1866, data di esecuzione de L'origine del mondo, i due si separarono) dall'altro apparve da subito evidente la differenza tra il colore bruno dei peli pubici della donna del dipinto di Courbet e l'arancione vivo della capigliatura di Jo.
Degno di menzione, in tal senso, il rinvenimento sul mercato antiquario, ad opera di un appassionato d'arte nel 2010, di un quadro di piccole dimensioni che raffigura il volto di una donna (assai simile per fattezze proprio a Jo), leggermente reclinato all'indietro, che secondo le perizie avrebbe potuto essere il frammento superiore de L'origine del mondo, rimosso in un secondo tempo forse dallo stesso autore per tutelare l'identità della donna o per meglio concentrare l'attenzione dell'osservatore sul fulcro simbolico del dipinto. Malgrado la trama della tela, i colori usati e le dimensioni dei due dipinti corrispondessero in diversi punti, gli esperti del Museo d'Orsay furono categorici nello smentire quest'ipotesi, sia per la posizione del corpo della donna raffigurata, sia per altri particolari anatomici e pittorici non collimanti come lo sfondo.
Secondo altre interpretazioni, potrebbe trattarsi della modella bruna dell'opera Il Sonno dello stesso Courbet, o ancora di Marie-Anne Detourbay, la quale fu pure una delle amanti di Halil Şerif Pasha.

### Proprietari

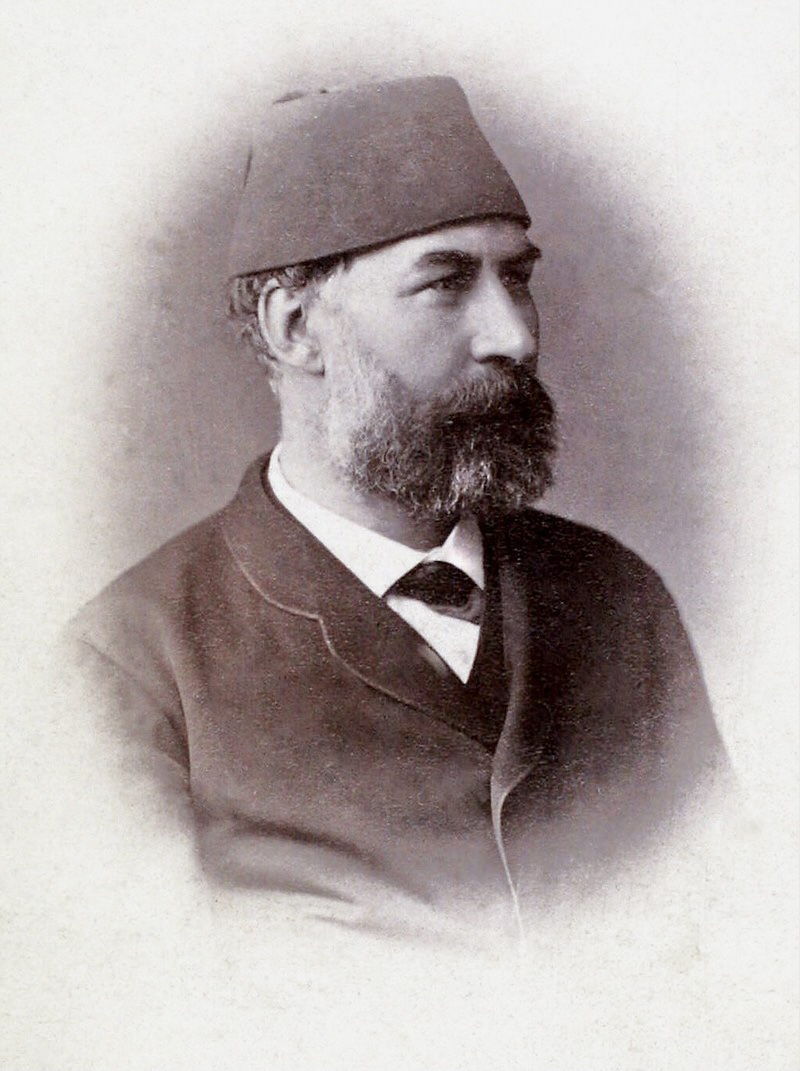
Khalil-Bey, primo proprietario de L'origine del mondo

Il primo proprietario de L'origine del mondo, fu probabilmente lo stesso committente dell'opera: si trattava di Khalil-Bey, diplomatico ottomano e grand viveur che, prima della catastrofe finanziaria dovuta alla sua insopprimibile passione per il gioco d'azzardo, raccolse una cospicua quantità di dipinti erotici, che comprendeva fra gli altri Il bagno turco di Ingres.
Rovinato nel 1868 dai debiti di gioco, Khalil-Bey fu costretto a cedere l'opera all'Hotel Drouot; fu successivamente acquistata dal barone Ferenc Hatvany alla galleria Bernheim-Jeune di Parigi. Sotto la custodia di Hatvany, L'origine del mondo sopravvisse alla rivoluzione ungherese del 1918, ma non alle razzie perpetrate durante la seconda guerra mondiale; per fortuna, il barone riuscì a riappropriarsi del dipinto e a portarlo con sé a Parigi, dove fu venduto per 1.5 milioni di franchi allo psicoanalista Jacques Lacan.
L'origine del mondo entrò a far parte delle collezioni del Museo d'Orsay, dove è tuttora esposta, solo nel 1995: sino ad allora, «rappresenta[va] il paradosso di un'opera famosa ma poco vista».